# Хасавюртовский район
Хасавю́ртовский райо́н (кум. Хасав-юртлу якъ) — административно-территориальная единица и муниципальное образование (муниципальный район) в составе Республики Дагестан Российской Федерации.
Административный центр — город Хасавюрт (в состав района не входит).

## География
Хасавюртовский район расположен на северо-западе современного Дагестана, в равнинной её части, на границе с Чечнёй.
Граничит на севере с Бабаюртовским, на востоке — с Кизилюртовским, на юге — с Казбековским, на юго-западе — с Новолакским районами Дагестана и городом республиканского значения Хасавюртом, образующим отдельный городской округ за пределами района. На западе проходит граница с Гудермесским и Шелковским районами Чеченской республики.
Площадь территории — 1423,58 км².

## История
Предыстория
предыстория
Территория района расположена на Кумыкской равнине на историко-географической области Кумыкия.
До второй половины XVII или начала XVIII вв. территория района входила в кумыкское государственной образование — Эндиреевское княжество созданное Султан-Махмудом Эндиреевским, со столицей в Эндирее. С XVII—XVIII вв часть откололась в самостоятельные кумыкские княжества: Аксаевское княжество со столицей в городе Старый Аксай и Костековское княжество со столицей в Костеке.
В 1860 году после упразднения Засулакских княжеств (Эндиреевское, Аксаевское и Костековское), в тех же границах был основан Кумыкский округ в составе Терской области, с административным центром в слободе Хасавюрт.
В 1869 году путём реорганизации Кумыкский округ был преобразован в Хасавюртовский округ, с одноимённым административным центром в составе Терской области.
современное время
22 ноября 1928 года 4-й сессией ЦИК ДАССР VI-го созыва во главе Джелал-эд-Дином Коркмасовым, был принят новый проект районирования республики. На его основе было принято постановление о разукрупнении округов и районов и образовании 26 кантонов и 2 подкантонов. Хасавюртовский кантон был образован на части территории бывшего Хасавюртовского округа, переданного в состав ДАССР из Терской области в 1921 году.
К 1924 году в Хасавюртовском районе числилось 274 кумыкских, 111 чеченских и 50 русско-украинских хозяйств.
По новому районированию к району от бывшего округа отошло 32,5 % территории, 50 % сельских советов и 60,3 % населения.
По новому районированию кантон состоял из 18 сельских советов и включавших в себя следующие населённые пункты:
1. Аксайский — Аксай (к), Адиль-отар (ч), Акбулат-отар (ч), Акбулатюрт (к), Арслан-Гирей-отар (ч, к), Будайхан-отар (ч), Карасу-отар (к), Умахан-отар (ч);
2. Акташауховский — Акташ-Аух (ч), Бурсун (ч), Мажгарюрт (ч), Юрт-Аух (ч);
3. Андрейаульский — Андрейаул (к), Абдель-отар (к), Аджаматовка (к), Гоксув (к), Шавхал (к);
4. Байрамаульский — Байрамаул (к, ч), Хункерово (ч);
5. Бамматюртовский — Бамматюрт (ч), Абдурашид (ч), Адильотар (ч, к), Зарият-отар (ч), Кошай-отар (ч), Манти-отар (ч), Тутлар (ч);
6. Банайаульский — Банайаул (ч), Банайюрт (ч), Безен 1-й (ч), Безен 2-й (ч), Виси-Ирза (ч), Генчик-Эрзе (ч);
7. Батаюртовский — Батаюрт (к), Умашаул (к), Умаш-отар (к);
8. Баташюртовский — Баташюрт (к), Аджи-Мадж-юрт (к, ч), Баташево (ч), Евгениевка (н, ч), Османюрт (ч, к), Османюрт-отар (ч), Сим-Сыр (ч), Узлуяновка (ч), Хамавюрт (к, ч);
9. Бильтаульский — Бильтаул (ч), Ивановская мельница (ч);
10. Кандаураульский — Кандаураул (к), Татьяновка (Камыш-кутан) (ч), Кандауровка (к, ч);
11. Кишеньауховский — Кишеньаух (ч), Ибарки (ч), Шалам-Инчу (ч), Эшба-Инчу (ч), Ярыксу (ч), Ярыксу-отар (ч), Яштаркие (ч);
12. Кокрекский — Кокрек (а);
13. Костекский — Костек (к), Алибекова (к), Гоглатау (к), Джангиши-Аджи (ч), Лак-Лак-юрт (к), Черкесова (к), Шахау-отар (к);
14. Муцалаульский — Муцалаул (к), Генжеаул (к), Даниял-отар (ч), Ибиши-отар (к), Марчихан (к), Шабаз-отар (а);
15. Темираульский — Темираул (к);
16. Хасавюртовский — Абдул-Меджид-отар (ч), Акташский (а), Арсан-Мурза-отар (ч), Балюрт 1-й (ч), Балюрт 2-й (ч), Бамматбекюрт (ч), Жуково (ч), Коркмасовка (у), Карланюрт (к), Мациевка (ч), Могилевский (р), Нефтекачка (р), Петраковский (р), Покровский (р), Прянишниково (к), Ярмаркин 1-й (ч), Ярмаркин 2-й (ч), Ярмаркин 3-й (ч);
17. Чагаротарский — Чагаротар (к);
18. Ярыксу-ауховский — Ярыксу-Аух (ч), Алты-Мурза-юрт (ч), Барчхой (ч), Зори (ч), Минай-Тугай (ч), Ямансу (ч).
В 1929 году кантон переименовывается в район. В советское время на земли района, населённые преимущественно кумыками и чеченцами, происходило стихийное переселение горцев разных народностей. Несколько десятков аварских, даргинских, лакских, лезгинских и других селений были целиком переселены на земли Хасавюртовского района.
Указом Верховного Совета СССР от 5.10.1943 года путём разукрупнения, часть сельсоветов с преимущественно чеченским населением, было выделено в самостоятельный Ауховский район.
На основании секретного постановления ГКО № 827 «О переселении немцев из Дагестанской и Чечено-Ингушской АССР» от 22 октября 1941 года всё немецкое население района было переселено в Казахстан и Среднюю Азию.
На основании секретного постановления Государственного Комитета Обороны СССР за № 5073 «О выселении чеченцев и ингушей в Казахскую и Киргизскую ССР» от 31 января 1944 года, с территории района было выселено всё чеченское население.
В конце августа 1996 года Асланом Масхадовым и секретарём Совета безопасности России Александром Лебедем, в Хасавюрте были подписаны соглашения о прекращении боевых действий в Чечне и поэтапном выводе с территории Чечни российских войск.

## Население
| \| 1926[9] \| 1939[10] \| 1959[11] \| 1970[10] \| 1979[11] \| 1989[11] \| 2002[12] \| 2009[13] \| 2010[14] \| 2011[15] \| \| -------- \| -------- \| -------- \| -------- \| -------- \| -------- \| -------- \| -------- \| -------- \| -------- \| \| 35 234 \| ↗43 464 \| ↗54 417 \| ↗75 741 \| ↗84 467 \| ↗93 422 \| ↗125 454 \| ↗138 430 \| ↗141 232 \| ↗142 636 \| \| 2012[16] \| 2013[17] \| 2014[18] \| 2015[19] \| 2016[20] \| 2017[21] \| 2018[22] \| 2019[23] \| 2020[24] \| 2021[25] \| \| ↗143 677 \| ↗145 098 \| ↗146 806 \| ↗149 293 \| ↗151 571 \| ↗153 878 \| ↗156 024 \| ↗157 767 \| ↗159 886 \| ↗171 336 \| \| 2023[26] \| 2024[27] \| 2025[2] \| \| \| \| \| \| \| \| \| ↗174 149 \| ↗176 314 \| ↗178 158 \| \| \| \| \| \| \| \| 50 000 100 000 150 000 200 000 1959 2009 2014 2019 2025 |          |          |          |          |          |          |          |          |          |
| 1926 | 1939     | 1959     | 1970     | 1979     | 1989     | 2002     | 2009     | 2010     | 2011     |
| 35 234 | ↗43 464  | ↗54 417  | ↗75 741  | ↗84 467  | ↗93 422  | ↗125 454 | ↗138 430 | ↗141 232 | ↗142 636 |
| 2012 | 2013     | 2014     | 2015     | 2016     | 2017     | 2018     | 2019     | 2020     | 2021     |
| ↗143 677 | ↗145 098 | ↗146 806 | ↗149 293 | ↗151 571 | ↗153 878 | ↗156 024 | ↗157 767 | ↗159 886 | ↗171 336 |
| 2023 | 2024     | 2025     |          |          |          |          |          |          |          |
| ↗174 149 | ↗176 314 | ↗178 158 |          |          |          |          |          |          |          |

### Национальный состав
По данным переписи 1926 года в Хасавюртовском районе (включал современный Новолакский районы, без слободы Хасавюрт) национальный состав состоял:
- чеченцы — 16 992 чел. (48,2 %, численно преобладали в 50 населённых пунктах и 9 сельских советах);
- кумыки — 15 951 чел. (45,3 %, численно преобладали в 30 населённых пунктах и 8 сельских советах);
- аварцы — 761 чел. (2,1 %, численно преобладали в 3 населённых пунктах и 1 сельском совете);
- русские — 580 чел. (1.6 % численно преобладали в 4 населённых пунктах);
- прочие — 950 чел. (2,8 %, из них численно преобладание украинцев на хуторе Коркмасовка)[6].

При переписи 1939 года, в Хасавюртовском районе (включая современный Новолакский район и г. Хасавюрт) большинство составляли чеченцы — 33,6 %, после шли кумыки — 28,5 %, а также русские — 23,2 %.
По данным Всероссийской переписи населения 2021 года (без учёта города Хасавюрт):
| Народ        | Численность, чел. | Доля от всего населения, % |
| ------------ | ----------------- | -------------------------- |
| кумыки       | 56 352            | 32,89 %                    |
| аварцы       | 53 750            | 31,37 %                    |
| чеченцы      | 42 592            | 24,86 %                    |
| даргинцы     | 8 187             | 4,78 %                     |
| лезгины      | 7 212             | 4,21 %                     |
| русские      | 296               | 0,17 %                     |
| лакцы        | 280               | 0,16 %                     |
| другие       | 813               | 0,47 %                     |
| не указавшие | 1 854             | 1,38 %                     |
| всего        | 171 336           | 100,00 %                   |

## Административно-территориальное устройство
Хасавюртовский район в рамках административно-территориального устройства включает сельсоветы и сёла.
В рамках организации местного самоуправления в одноимённый муниципальный район входят 42 муниципальных образования со статусом сельского поселения, которые соответствуют сельсоветам и сёлам.
| №  | Сельское поселение        | Административный центр | Количество населённых пунктов | Население (чел.) | Площадь (км²) |
| -- | ------------------------- | ---------------------- | ----------------------------- | ---------------- | ------------- |
| 1  | село Аджимажагатюрт       | село Аджимажагатюрт    | 1                             | ↗1391            | 20,05         |
| 2  | сельсовет Адильотарский   | село Адильотар         | 3                             | ↗3283            | 24,73         |
| 3  | село Акбулатюрт           | село Акбулатюрт        | 1                             | ↗1114            | 7,36          |
| 4  | село Аксай                | село Аксай             | 1                             | ↗11 826          | 90,35         |
| 5  | сельсовет Байрамаульский  | село Байрамаул         | 3                             | ↗4421            | 47,75         |
| 6  | село Бамматюрт            | село Бамматюрт         | 1                             | ↗4729            | 16,87         |
| 7  | село Баташюрт             | село Баташюрт          | 1                             | ↗4403            | 18,92         |
| 8  | сельсовет Батаюртовский   | село Батаюрт           | 2                             | ↗7539            | 23,97         |
| 9  | село Борагангечув         | село Борагангечув      | 1                             | ↗2027            | 4,22          |
| 10 | село Дзержинское          | село Дзержинское       | 1                             | ↗2357            | 27,21         |
| 11 | сельсовет Казмааульский   | село Казмааул          | 2                             | ↘2464            | 22,38         |
| 12 | село Кандаураул           | село Кандаураул        | 1                             | ↗2192            | 10,12         |
| 13 | сельсовет Карланюртовский | село Карланюрт         | 2                             | ↗4809            | 17,16         |
| 14 | сельсовет Кокрекский      | село Кокрек            | 2                             | ↗7776            | 20,78         |
| 15 | сельсовет Костекский      | село Костек            | 3                             | ↗7979            | 50,29         |
| 16 | село Село Куруш           | село Куруш             | 1                             | ↘7090            | 45,72         |
| 17 | сельсовет Могилёвский     | село Могилевское       | 2                             | ↗7727            | 4,11          |
| 18 | село Моксоб               | село Моксоб            | 1                             | ↘525             | 17,66         |
| 19 | село Муцалаул             | село Муцалаул          | 1                             | ↗8530            | 10,37         |
| 20 | село Новогагатли          | село Новогагатли       | 1                             | ↗5956            | 17,40         |
| 21 | сельсовет Новосельский    | село Новосельское      | 2                             | ↗4103            | 18,58         |
| 22 | село Новососитли          | село Новососитли       | 1                             | ↘2345            | 6,58          |
| 23 | село Новый Костек         | село Новый Костек      | 1                             | ↘5502            | 9,37          |
| 24 | село Нурадилово           | село Нурадилово        | 1                             | ↗5247            | 11,09         |
| 25 | сельсовет Октябрьский     | село Октябрьское       | 2                             | ↗2350            | 21,28         |
| 26 | сельсовет Османюртовский  | село Османюрт          | 2                             | ↗3987            | 20,83         |
| 27 | село Первомайское         | село Первомайское      | 1                             | ↘1379            | 8,12          |
| 28 | сельсовет Покровский      | село Покровское        | 2                             | ↗5508            | 32,75         |
| 29 | село Садовое              | село Садовое           | 1                             | ↗1108            | 9,55          |
| 30 | село Сиух                 | село Сиух              | 1                             | ↗4567            | 27,71         |
| 31 | село Советское            | село Советское         | 1                             | ↘1551            | 14,92         |
| 32 | село Солнечное            | село Солнечное         | 1                             | ↗5495            | 10,85         |
| 33 | село Сулевкент            | село Сулевкент         | 1                             | ↘2311            | 9,63          |
| 34 | сельсовет Темираульский   | село Темираул          | 2                             | ↗5155            | 20,91         |
| 35 | село Теречное             | село Теречное          | 1                             | ↘1627            | 16,86         |
| 36 | село Тотурбийкала         | село Тотурбийкала      | 1                             | ↗3724            | 12,94         |
| 37 | село Село Тукита          | село Тукита            | 1                             | ↗1320            | 3,43          |
| 38 | село Хамавюрт             | село Хамавюрт          | 1                             | ↗3644            | 14,47         |
| 39 | село Цияб Ичичали         | село Цияб Ичичали      | 1                             | ↘2462            | 12,84         |
| 40 | село Чагаротар            | село Чагаротар         | 1                             | ↗2041            | 20,02         |
| 41 | село Шагада               | село Шагада            | 1                             | ↗1534            | 12,37         |
| 42 | село Эндирей              | село Эндирей           | 1                             | ↗9373            | 64,67         |

## Населённые пункты
В районе 57 сельских населённых пунктов:
| №  | Населённый пункт | Тип         | Население | Сельское поселение        |
| -- | ---------------- | ----------- | --------- | ------------------------- |
| 1  | Абдурашид        | село        | ↗323      | сельсовет Покровский      |
| 2  | Аджимажагатюрт   | село        | ↗1391     | село Аджимажагатюрт       |
| 3  | Адильотар        | село        | ↗1585     | сельсовет Адильотарский   |
| 4  | Акбулатюрт       | село        | ↗1114     | село Акбулатюрт           |
| 5  | Аксай            | село        | ↗11 826   | село Аксай                |
| 6  | Байрам           | село        | ↗634      | сельсовет Карланюртовский |
| 7  | Байрамаул        | село        | ↗3666     | сельсовет Байрамаульский  |
| 8  | Бамматюрт        | село        | ↗4729     | село Бамматюрт            |
| 9  | Баташюрт         | село        | ↗4403     | село Баташюрт             |
| 10 | Батаюрт          | село        | ↗6484     | сельсовет Батаюртовский   |
| 11 | Борагангечув     | село        | ↗2095     | село Борагангечув         |
| 12 | Генжеаул         | село        | ↘629      | сельсовет Байрамаульский  |
| 13 | Гоксув           | село        | ↗859      | сельсовет Темираульский   |
| 14 | Гребенской Мост  | село        | ↗7        | сельсовет Октябрьский     |
| 15 | Дзержинское      | село        | ↗2508     | село Дзержинское          |
| 16 | Кадыротар        | село        | ↗859      | сельсовет Адильотарский   |
| 17 | Казмааул         | село        | ↗1873     | сельсовет Казмааульский   |
| 18 | Кандаураул       | село        | ↗2313     | село Кандаураул           |
| 19 | Карланюрт        | ж/д станция | ↘2233     | сельсовет Кокрекский      |
| 20 | Карланюрт        | село        | ↗3957     | сельсовет Карланюртовский |
| 21 | Кемсиюрт         | село        | ↗642      | сельсовет Новосельский    |
| 22 | Кокрек           | село        | ↗5168     | сельсовет Кокрекский      |
| 23 | Костек           | село        | ↗6394     | сельсовет Костекский      |
| 24 | Куруш            | село        | ↗7298     | село Куруш                |
| 25 | Лаклакюрт        | село        | ↘143      | сельсовет Костекский      |
| 26 | Могилёвское      | село        | ↗2953     | сельсовет Могилёвский     |
| 27 | Моксоб           | село        | ↘550      | село Моксоб               |
| 28 | Муцалаул         | село        | ↗8969     | село Муцалаул             |
| 29 | Новогагатли      | село        | ↗6369     | село Новогагатли          |
| 30 | Новосельское     | село        | ↗3280     | сельсовет Новосельский    |
| 31 | Новососитли      | село        | ↗2498     | село Новососитли          |
| 32 | Новый Костек     | село        | ↗5975     | село Новый Костек         |
| 33 | Нурадилово       | село        | ↗5513     | село Нурадилово           |
| 34 | Октябрьское      | село        | ↘2187     | сельсовет Октябрьский     |
| 35 | Османюрт         | село        | ↗2800     | сельсовет Османюртовский  |
| 36 | Первомайское     | село        | ↗1498     | село Первомайское         |
| 37 | Петраковское     | село        | ↗4467     | сельсовет Могилёвский     |
| 38 | Покровское       | село        | ↗5053     | сельсовет Покровский      |
| 39 | Пятилетка        | село        | ↗1335     | сельсовет Костекский      |
| 40 | Садовое          | село        | ↗1157     | село Садовое              |
| 41 | Симсир           | село        | ↘1025     | сельсовет Османюртовский  |
| 42 | Сиух             | село        | ↗4676     | село Сиух                 |
| 43 | Советское        | село        | ↗1654     | село Советское            |
| 44 | Солнечное        | село        | ↗5694     | село Солнечное            |
| 45 | Сулевкент        | село        | ↗2373     | село Сулевкент            |
| 46 | Темираул         | село        | ↗4213     | сельсовет Темираульский   |
| 47 | Теречное         | село        | ↗1701     | село Теречное             |
| 48 | Тотурбийкала     | село        | ↘3772     | село Тотурбийкала         |
| 49 | Тукита           | село        | ↗1356     | село Тукита               |
| 50 | Тутлар           | село        | ↗681      | сельсовет Адильотарский   |
| 51 | Умаротар         | село        | ↗571      | сельсовет Казмааульский   |
| 52 | Умашаул          | село        | ↘830      | сельсовет Батаюртовский   |
| 53 | Хамавюрт         | село        | ↗3776     | село Хамавюрт             |
| 54 | Цияб Ичичали     | село        | ↗2570     | село Цияб Ичичали         |
| 55 | Чагаротар        | село        | ↗2107     | село Чагаротар            |
| 56 | Шагада           | село        | ↗1599     | село Шагада               |
| 57 | Эндирей          | село        | ↗9573     | село Эндирей              |

Кутаны
На территории района находятся анклавы-сёла Инхело, Хариб и Цияб-Цолода, которые относятся к горному Ахвахскому району, а также анклавы-сёла Архида и Сентух — к горному Хунзахскому району; а село Чало — к горному Цумадинскому району Дагестана.
Без статуса населённого пункта имеется прикутанное хозяйство Ново-Артлух горного Казбековского района, а также Новый Цатаних горного Унцукульского района.

### Упразднённые населённые пункты
Абдильотар, Евгеньевка, Жуково, Казак-Мирза-Юрт, Мариенфельд, Прянишников.
- 2025 год — село Шулькевич.

## Экономика
В Хасавюртовском районе выращивают зерновые культуры, овощи, фрукты. Разводят крупный рогатый скот, овец. Развито виноградарство, птицеводство.
В городе Хасавюрт есть приборостроительный, кирпичный, железобетонных изделий и консервный заводы, швейная и мебельная фабрики. Развита пищевая промышленность, ориентированная на переработку местного сельскохозяйственного сырья: консервный комбинат (фруктовые, овощные, мясные консервы), мясокомбинат, молочный и винодельческий заводы.

## Комментарии
1. ↑  Под аварцами в данном случае следует понимать также и 13 андо-цезских народов и арчинцев, которые включены в состав аварцев[30].

Комментарии
1. ↑  авар. Хасавюрт мухъ, агул. Хасавюрт район, азерб. Xasavyurd rayonu, дарг. Хасавюртла къатI, кум. Хасав-юртлу якъ, лак. Хасавюртал кIану, лезг. Хасавюрт район, ног. Хасавюрт район, рут. Хасавюрт район, таб. Хасавюрт район, татск. Хасавюрт район, цахур. Хасавюрт район, чечен. Хаси-Юртан кIошт
2. ↑  Согласно конституции Дагестана, государственными языками на территории республики являются — русский, аварский, агульский, азербайджанский, даргинский, кумыкский, лакский, лезгинский, ногайский, рутульский, табасаранский, татский, цахурский и чеченский языки.